# Юган Партс
Юган Партс (ест. Juhan Parts; нар. 27 серпня 1966, Таллінн) — естонський політик. 9-тий прем'єр-міністр Естонії (2003—2005).
Міністр економіки та комунікацій Естонії в уряді Андруса Ансипа (2007—2014).

## Життєпис
1991 — закінчив Тартуський університет за напрямом «право».
1992—1998 — заступник генерального секретаря Міністерства юстиції Естонії.
1998—2002 — генеральний аудитор Естонії.
У 2003—2005 роках — прем'єр-міністр Естонії.
З 4 квітня 2007 року по 26 березня 2014 року Юган Партс був міністром економіки та комунікацій Естонії.